# Croton nepalensis
Croton nepalensis  (лат.) — вид двудольных растений рода Кротон (Croton) семейства Молочайные (Euphorbiaceae). Впервые описан японским ботаником Т. Куросавой в 2004 году.
Таксон рассматривается некоторыми исследователями как синоним Croton tiglium либо Croton birmanicus, однако в последних публикациях Croton nepalensis признают отдельным видом, указывая на отличия от других родственных видов.

## Распространение
Эндемик Непала.

## Ботаническое описание
Близок виду Croton tiglium, однако отличается от него по ряду характеристик.
Листья с усечённым, сердцевидным или округлым основанием, более мелкие, чем у C. tiglium.
Плод — широкояйцевидная коробочка с мелкими семенами.